# Hellen Kahunde
Hellen Kahunde, còn gọi là Helen Kahunde (sinh ngày 27 tháng 11 năm 1982), là một nhà giáo dục và chính trị gia người Uganda. Cô đóng vai trò thành viên của Quốc hội đại diện cho Cử tri nữ Quận Kiryandongo' trong Quốc hội lần thứ 10 (2016-2021).

## Bối cảnh và giáo dục
Cô được sinh ra ở Uganda vào ngày 27 tháng 11 năm 2018  Cô theo học tại trường trung học Gulu Holy Heart ở Gulu, thành phố lớn nhất ở khu vực phía Bắc của Uganda, cho các nghiên cứu cấp độ thông thường. Cô chuyển đến Trường cấp hai Our Lady of Good Counsel, ở Gayaza, quận Wakiso, nơi cô hoàn thành việc học trung học.
Cô được nhận vào Đại học Gulu năm 2003, tốt nghiệp năm 2007 với bằng Cử nhân Khoa học Giáo dục. Sau đó, cô tốt nghiệp Học viện Quản lý Uganda, tại Campuchia, với Bằng sau đại học về Giám sát và Đánh giá.

## Sự nghiệp
Trước khi tham gia vào chính trị, cô đã giảng dạy khoa học tại Trường trung học chuyên sâu Kigumba, ở Kigumba, quận Kiry Shandongo, từ năm 2008 đến năm 2008 
Năm 2011, cô tranh cử cho vị trí dân biểu Phụ nữ ở quận Kiry Shandongo. Cô đã chiến thắng, trở thành Thành viên Quốc hội Phụ nữ đầu tiên tại quận được thành lập vào ngày 1 tháng 7 năm 2010  Cô được bầu lại vào năm 2016, với tư cách là đại diện của đảng chính trị Phong trào Kháng chiến Quốc gia cầm quyền.
Trong quốc hội, cô là thành viên của "Ủy ban Khoa học và Công nghệ" và là thành viên của "Ủy ban về các vấn đề của Tổng thống".

## Gia đình
Helen Kahunde đã kết hôn.